# 국가보안부 (소련)
국가보안부(러시아어: Министе́рство госуда́рственной безопа́сности СССР, МГБ, 영어: MGB)는 1946년부터 1953년까지 내외부 보안 문제인 비밀경찰 임무, 외교 및 국내 정보와 방첩 등을 다루는 소련 국가 보안 기구의 이름이었다.

## 역사
MGB는 소련 국가 안보 기구의 많은 화신 중 하나에 불과했다. 혁명 이후, 볼셰비키들은 그들의 정권을 지지하고 통제하기 위해 강력한 정치 경찰이나 보안군에 의존했다. 러시아 내전 동안, 체카는 권력을 잡았고, 전투가 끝난 후 1922년에 체카를 국가정치총국(GPU)에 양도했다.
GPU는 1934년에 내무인민위원부(NKVD)로 이름이 바뀌었다. 1930년대 중반부터 국가보안위원회(KGB)가 창설될 때까지 이 "국가안보기관"은 여러 번 재구성되고 이름이 바뀌었다. 1941년, 국가 안보 기능은 NKVD에서 분리되어 국가보안인민위원회(NKGB)가 되었지만, 몇 달 후 나치가 소련을 침공하면서 다시 통합되었다.
1943년, NKGB는 소련의 동유럽 점령에 대응하여 다시 한번 독립적인 조직으로 만들어졌다. 스메르시는 "간첩에게 죽음을"으로 번역된 문구에서 일화적으로 파생되었으며 육군 직원의 충성을 보장하기 위해 붉은 군대 내의 방첩 부대로 설계되었다.
전쟁이 끝난 후, NKVD와 NKGB는 모두 부처로 전환되었고 내무부(MVD)와 국가안보부(MGB)로 다시 불렸다. MGB와 MVD는 1953년에 다시 합쳐졌고, 그 후 체포되어 처형된 라브렌티 베리야에 의해 조직되었다. KGB는 NKGB/MGB의 맨틀을 맡았고 1954년에 개혁된 MVD에서 분리되었다.

## MGB의 기능
MGB는 본질적으로 옛 NKVD의 "비밀경찰" 기능을 계승하여 스파이 및 대간첩을 수행하고 통제를 유지하고 불성실을 방지하기 위한 감독 및 감시 정책을 제정했다. 제2차 세계 대전 이후, MGB는 새로 획득한 동구권을 소련의 통제하에 두는데 사용되었다. 그것은 동유럽의 위성 국가들에 엄격한 순응을 강요했고 반공, 반소련, 또는 독립적인 단체들에 침투하여 파괴했다.
소련의 보호, 경찰 및 감독은 연방의 안보를 책임지는 주요 기관이었기 때문에 이 새로운 기관에 넘어갔다. MGB는 국내외 스파이 네트워크를 지휘하고 국내외 방첩 조직도 구성했다. 그들은 또한 보안 규정을 시행하고, 나라를 떠나거나 들어오는 정보를 감시하고 검열하는 책임을 맡았다. 그리고 소련 생활의 대부분을 감독했다, 여론과 충성도를 추적하고 모니터링하기 위한 요원의 배치 및 조직을 포함하고, 중요한 정부 및 당 관계자의 안전을 보장한다.
MGB는 무엇보다도 보안 조직이었고, 비밀스럽고 비밀스러운 감시와 감독을 위해 설계되었다. 정보 기관은 집단 농장, 공장, 지방 정부뿐만 아니라 소련 관료의 고위층과 파일 전반에 걸쳐 요원을 심어 국가 행정의 모든 수준과 분과에 침투할 수 있었다. 정부 내의 각 부서에는 직원들을 감시하고 규제하고 불성실함이 없도록 보장하기 위해 MGB가 직원으로 있는 "특별 부서"인 공식 감독관도 있었다.
국방부는 중앙위원회에만 책임이 있기 때문에 소련 체제 내에서 높은 수준의 자율성과 상당한 양의 운영 자유를 유지했다. MGB 요원들은 상급 기관의 승인을 받은 후 반대자들을 체포하고 선고할 수 있는 권한을 가지고 있었지만, 종종 무시되었다. OSO(국가안전부 특별위원회)는 간첩 행위를 포함한 정치적 범죄를 저지른 혐의로 기소된 체포자들에게 유죄를 선고했으며, 그들을 특정 지역 또는 소련에서 완전히 추방할 수 있었다.
스탈린의 말년인 1945년과 1953년 사이에 75만 명 이상의 소련 시민들이 체포되어 처벌을 받았다. MGB에 의한 체포의 대부분은 허술하거나 조작된 증거, 특히 "스파이 혐의"(podzreniye shpionazha, 또는 PSh)에 근거했다. 간첩 행위나 간첩 의도를 입증하는 것조차 불가능한 경우가 많기 때문에 이번 사건은 '간첩 혐의'에 기반을 두고 있어 무죄 선고가 불가능했다.

## 같이 보기
- 국가보안부 (동독)